# Mikołów
Mikołów - een stad in het zuiden van Polen, de zetel van de autoriteiten van de provincie Mikołów, powiat Mikołowski, in het zuidelijke deel van het industriële district Opper-Silezië, in het woiwodschap Silezië.
Mikołów ligt in het Silezische hoogland en grenst in het oosten aan Katowice. Historisch gezien behoorde Mikołów oorspronkelijk tot Klein-Polen als onderdeel van de landgoederen van kasteel Bytom, gelegen in de regio Krakau. In 1179 werden kasteel en landgoederen Bytom opgenomen in het hertogdom Racibórz, en sindsdien bevindt Mikołów zich in Opper-Silezië. In de jaren 1975–1998 behoorde de stad administratief tot het woiwodschap Katowice.
Mikołów kreeg in 1276 stadsrechten.
Volgens gegevens van 31 december 2021 wonen er 41.314 mensen in Mikołów.

Mikołów heeft sinds 1991 een stedenband met het Nederlandse Beuningen.

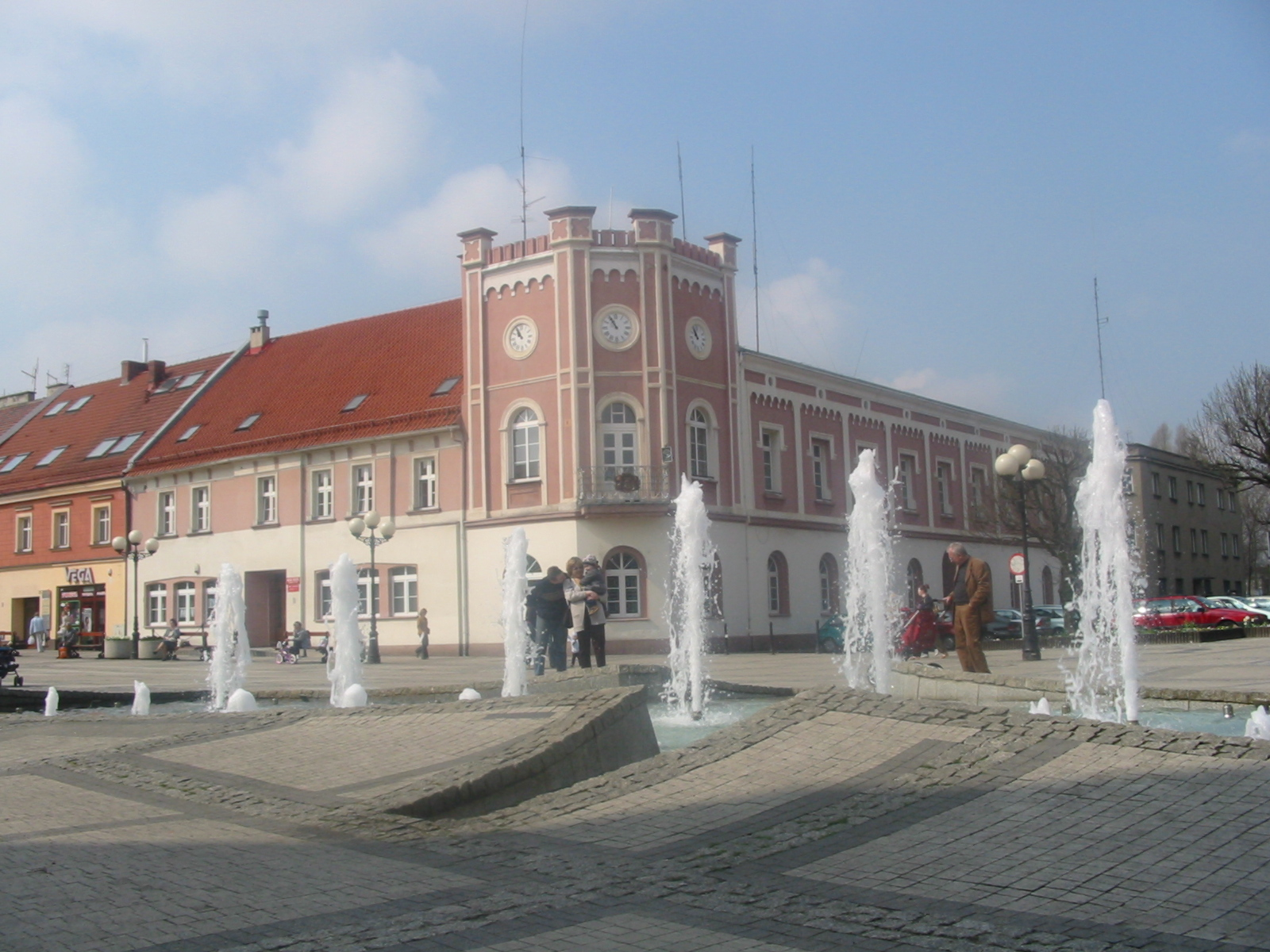
Mikołów, marktplein (2005)
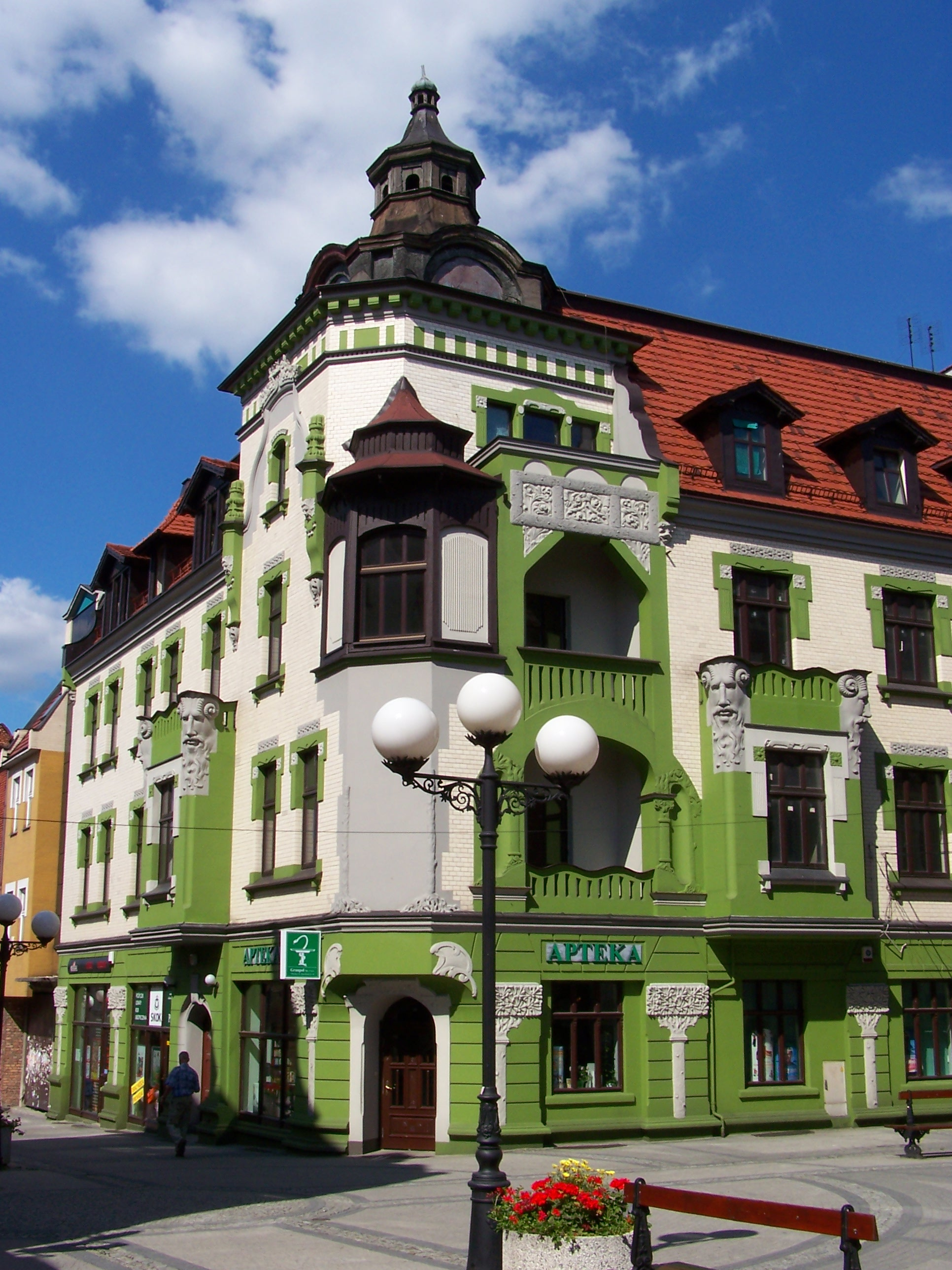
Woonhuis in Mikołów (2005)